# Gaby (film, 1956)
Pour les articles homonymes, voir Gaby.
Pour plus de détails, voir Fiche technique et Distribution.
Gaby est un film américain de Curtis Bernhardt, sorti en 1956.

## Synopsis
À Londres, durant la Seconde Guerre mondiale, Gaby, une ballerine française, en représentation dans un corps de ballet, fait incidemment la connaissance du caporal américain Greg Wendell en permission pour 48 heures. Celui-ci en tombe rapidement amoureux et lui demande de l'épouser, mais elle prétexte d'être accaparée par son bénévolat pour les troupes françaises ; la principale cause est qu'elle a des restrictions sur le mariage parce qu'elle a été précédemment la femme d'un Français abattu avec sa famille lors de l'invasion de la France par les Allemands. Greg finit par la convaincre, mais, pour se marier, ils ont de nombreux documents à fournir, ce qui s'avère compliqué pour Greg qui doit obtenir autorisations parentales et militaires. Il n'a pas le temps de rassembler toutes les pièces, car il est appelé à rejoindre le front, ce qui remet leur mariage à son retour. Peu après son départ, Gaby apprend la nouvelle de sa mort au combat et, désespérée, se donne alors à tous ceux qui la désirent. Mais, plusieurs semaines après, Greg réapparaît sain et sauf. Gaby lui avoue que, le croyant mort, elle a eu plusieurs aventures. Après avoir surmonté chagrin et déception, Greg lui pardonne, car son amour est le plus fort.

## Thèmes et contexte
Leslie Caron : « En 1956, après le travail passionnant que j'avais fait avec Jean Renoir à Paris, je dus retourner à Los Angeles pour le tournage de Gaby, un remake du film de Vivien Leigh, La Valse dans l'ombre qui se révéla décevant. […] La censure imposée par le bureau Hays dans les années 1950 exigeait que toutes les histoires d'amour soient niaises, et celle-là ne faisait pas exception. […] Mes agents me firent cependant comprendre que je devais surmonter ma réticence sous peine d'être « suspendue », c'est-à-dire de me voir privée de salaire ainsi que de la possibilité de travailler avec qui que ce soit d'autre durant la durée du tournage en cours, ou une période équivalente. […] Je m'entendais mal avec le metteur en scène, Curtis Bernhardt, dont l'accent allemand souligné à outrance me dérangeait. […] Mes relations avec cet homme aux manières cassantes qui me ramenait aux années de guerre étaient plutôt conflictuelles. Mon travail avec mon partenaire, John Kerr, un jeune homme talentueux, mais rebelle par nature, qui, à 20 ans, avait déjà deux jumelles à élever, n'était pas facile non plus. Il a depuis abandonné le métier d'acteur pour embrasser avec succès celui d'avocat. »

## Fiche technique
- Titre original : Gaby
- Titre français : Gaby
- Réalisation : Curtis Bernhardt
- Scénario : Albert Hackett, Frances Goodrich, Charles Lederer d'après la pièce de théâtre de Robert E. Sherwood : (en) Waterloo Bridge (1930), et d'après le scénario de S. N. Behrman, Paul H. Rameau et George Froeschel pour La Valse dans l'ombre (1940)
- Direction artistique : Daniel B. Cathcart, Cedric Gibbons
- Décors : Jack D. Moore, Edwin B. Willis
- Costumes : Helen Rose
- Photographie : Robert H. Planck
- Son : Wesley C. Miller
- Montage : John McSweeney Jr.
- Musique : Conrad Salinger
- Musiques additionnelles : 
  - Chanson Where or When (1937), paroles de Lorenz Hart et musique de Richard Rodgers, interprétée par Gloria Wood
  - Chanson My Country, 'Tis of Thee (1831), paroles de Samuel Francis Smith et musique d'Henry Carey
  - Le Cycle du vin, traditionnel français
  - Sur le pont d'Avignon, traditionnel français
  - Concerto pour piano no 1 de Chopin
- Production : Edwin H. Knopf
- Société de production : MGM
- Sociétés de distribution : MGM, Loew's Inc. (États-Unis)
- Pays d’origine :  États-Unis
- Tournage : 
  - Langue : anglais
  - Intérieurs : Studios MGM (Californie)
- Format : couleur (Eastmancolor) — Format 35 mm — 2.35:1 CinemaScope — stéréo 4 pistes
- Genre : drame
- Durée : 96 minutes
- Date de sortie :
  - États-Unis : 9 mai 1956
- (fr) Mention CNC : tous publics (visa d'exploitation no 18432 délivré le 7 août 1956)

## Distribution
- Leslie Caron : « Gaby », Gabrielle
- John Kerr : « Greg », Gregory Y. Wendell
- Sir Cedric Hardwicke : Monsieur Edgar Carrington
- Taina Elg : Elsa
- Margalo Gillmore : Madame Helen Carrington
- Scott Marlowe : Jan
- Ian Wolfe : le conservateur
- James Best : Jim
- Lillian Kemble-Cooper (non créditée) : Madame Edward

## Autour du film
- Remake après Waterloo Bridge de James Whale (1931) et La Valse dans l'ombre (Waterloo Bridge) de Mervyn LeRoy (1940).